# Che strazio nascere uccelli
Che strazio nascere uccelli (It's Tough to Be a Bird) è un film del 1969 diretto da Ward Kimball. È un cortometraggio educativo prodotto dalla Walt Disney Productions che combina sequenze in animazione con riprese in live action di tipo documentario. Uscì negli Stati Uniti il 10 dicembre 1969, distribuito dalla Buena Vista Distribution. La colonna sonora di George Bruns include due canzoni, una "recitata" dall'uccellino narratore e una cantata in un'ironica tonalità da soprano dalla comica Ruth Buzzi.
Ai premi Oscar 1970, il film vinse l'Oscar al miglior cortometraggio d'animazione, mentre ai premi BAFTA 1971 fu candidato al premio come miglior film d'animazione. Fu l'ultimo cortometraggio d'animazione prodotto dalla Disney a vincere un Oscar fino a Paperman (2013).

## Trama
Un uccellino rosso, dopo essere stato colpito da una fucilata, si lamenta dei maltrattamenti degli uccelli da parte delle persone. In seguito racconta la storia evolutiva dei volatili dagli ostracodermi ad Archaeopteryx, affermando che le sofferenze degli uccelli iniziarono con i primi uomini delle caverne e la loro incapacità di volare. L'uccellino passa poi a descrivere l'influenza dei propri simili sulla cultura umana, dai modi di dire alla letteratura e dalla musica alla tecnologia, quindi ricorda alcune specie di uccelli estinte e altre in via d'estinzione. Infine l'uccellino parla della National Audubon Society, dedicata alla protezione degli uccelli, e mostra alcune sequenze in live action di appassionati di ornitologia che fanno birdwatching.

## Distribuzione

### Data di uscita
Le date di uscita internazionali sono state:
- 10 dicembre 1969 negli Stati Uniti
- 26 luglio 1970 nel Regno Unito
- 30 ottobre in Francia (C'est pas drôle d'être un oiseau)
- 1º giugno 1971 in Italia

### Edizione italiana
Il cortometraggio fu distribuito in Italia abbinato al film Il computer con le scarpe da tennis. La versione italiana è a cura di Roberto De Leonardis, e il doppiaggio fu eseguito negli stabilimenti Fono Roma con la partecipazione della C.D. Tra le canzoni influenzate dagli uccelli viene citata "Vola colomba".

### Edizioni home video
Il cortometraggio è incluso solo nella VHS Da "Fantasia" L'apprendista stregone ...e altre storie inedite, uscita nel settembre 1987.